# Año de reinado
Un año de reinado (o año regnal) es un año del reinado de un soberano, del latín regnum que significa reino y/o regla. Los años de reinado consideraban la fecha como un número ordinal, no cardinal. Por ejemplo, un monarca podía tener un primer año de reinado, un segundo año de reinado, un tercer año de reinado, entre otros, pero no un año cero de gobierno.
La aplicación de este antiguo sistema de épocas a los cálculos modernos del tiempo, que incluyen el cero, es lo que condujo al debate sobre cuándo comenzó el tercer milenio. Los años de reinado son «nombres de eras finitas», al contrario que los «nombres de era infinitas», como era cristiana, era Jimmu, era Juche, entre otros.

## Primeros usos
En la antigüedad, los calendarios se contaban en función del número de años de reinado del monarca de turno. Para contar largos periodos de tiempo se necesitaba una lista de reyes. El cálculo más antiguo se conserva en la Lista Real Sumeria. La cronología del antiguo Egipto también se databa mediante años de reinado. El calendario zoroástrico también funcionaba con años de reinado tras la reforma de Ardashir I en el siglo III.
El Canon de los Reyes es una lista que data los reinados de varios monarcas babilonios, persas, macedonios, egipcios y romanos, y que fue utilizada por los antiguos astrónomos para datar fenómenos astronómicos. El Catálogo Liberiano es una lista similar de papas del cristianismo primitivo, que se utilizaba para datar los primeros acontecimientos de la historia de la religión.

## Eras de la sinoesfera
Antes de la aparición de los nombres de era, en el ámbito cultural chino se utilizaban los años de reinado para marcar los años. En China, el uso continuado de nombres de era comenzó en el año 140 a. C., durante el reinado del emperador Wu de Han. Antes de eso, los años solían marcarse como años de reinado del monarca.
Desde el año 140 a. C., los nombres de era servían como títulos para numerar e identificar los años. Los emperadores chinos utilizaron los nombres de las eras durante más de dos milenios y aún se utilizan en Japón.
La era de la República Lanfang, la era de la República de Formosa y el calendario de la República de China son sistemas adaptados del sistema tradicional de nombres de era, pero no son efectivamente nombres de era. La era Confucio y la era Juche se basan en el año de nacimiento del pensador o presidente eterno, respectivamente. La era Huangdi, la era Dangun y el kōki se contaban en función del número de años de reinado del primer monarca.
Como resultado de la influencia cultural china, otros estados de la Sinosfera (Corea, Vietnam, Japón y Ryukyu) también adoptaron el concepto de nombre de era.
Los nombres de las eras abolidas pueden reutilizarse, por ejemplo, como medio para reivindicar o negar legitimidad política. Un ejemplo de ello es que, cuando el emperador Yongle usurpó el trono a su sobrino, fechó el año de su acceso como 洪武三十五年, el año 35 del reinado de su padre, el emperador Hongwu, es decir, 1402. De hecho, Hongwu había muerto en 1398, y el breve reinado del emperador Jianwen, que gobernó entre 1398 y 1402, se eliminó de los registros oficiales. Sin embargo, a veces se seguían utilizando. 景初四年 (240) se utilizó en espejos de bronce japoneses. 廣德四年 (766) y 建中八年 (787) se usaron en una tumba de las regiones occidentales y en un documento. Kuchlug no cambió el nombre de la era.
Tras la caída de la dinastía Ming, la dinastía Joseon siguió utilizando el Chongzhen, y el reino de Tungning siguió utilizando los años de reinado Yongli, negando así la legitimidad de la dinastía Qing y mostrando una continua lealtad al régimen Ming.
El efímero reino de Daxi, posterior a Zhang Xianzhong, utilizó el calendario Ganzhi sin nombres de era. Los chinos de ultramar utilizaban Longfei (龍飛) o Tianyun (天運).

### China
Los nombres de las eras chinas (年號, niánhào) se utilizaban desde el año 140 a. C.. Hasta 1367 d. C. se utilizaron varios durante el reinado de cada emperador. A partir de 1368 d. C. y hasta 1912 d. C., cada emperador sólo utilizó un nombre de era, que era conocido póstumamente por su nombre de era, lo que significaba que el nombre de era pasó a equivaler a un año de reinado. La tradición de los nombres de era chinos sobrevive en el calendario Minguo de la República de China, en el que Minguo, República en chino, sustituye al nombre de era.

### Japón
El sistema oficial japonés o Gengō (元号?) numera los años desde la ascensión del emperador actual, considerando como primer año el año natural durante el cual se produjo la ascensión. El sistema estuvo en uso esporádicamente desde 645 y de forma continua desde 701. Hasta 1867 se utilizaron varios nombres de era durante el reinado de cada emperador. A partir de 1868, se introdujo el sistema "un reinado, un nombre de era", lo que significa que sólo se ha utilizado uno por cada emperador. cada emperador ha sido conocido póstumamente por su nombre de era.
El actual emperador, Naruhito, accedió al trono el 1 de mayo de 2019, después de que su padre, Akihito, abdicara al trono alegando edad y mala salud. El nombre de su era es Reiwa, que fue anunciado formalmente por el Gobierno de Japón un mes antes de que Naruhito accediera al trono, el 1 de abril de 2019. Por lo tanto, el 1 de mayo de ese mismo año se considera el comienzo de la era Reiwa 1.
El anterior emperador, Akihito, sucedió en el trono el 7 de enero de 1989 a la muerte de su padre, el emperador Shōwa, con el nombre de Heisei decretado como nombre de su era regia por el Gabinete. Así, el año 1989 corresponde a  Heisei 1 (平成元年 Heisei gannen?, o "primer año").
| Nombres de las eras del Japón moderno (a partir de 1868 d.C.) | Nombres de las eras del Japón moderno (a partir de 1868 d.C.) | Nombres de las eras del Japón moderno (a partir de 1868 d.C.) | Nombres de las eras del Japón moderno (a partir de 1868 d.C.) |
| Año gregoriano                                                | Nombre de la era                                              | Nombre de la era (Kanji)                                      | Emperador                                                     |
| ------------------------------------------------------------- | ------------------------------------------------------------- | ------------------------------------------------------------- | ------------------------------------------------------------- |
| 1868 d. C.                                                    | Meiji                                                         | 明治                                                          | Meiji (Mutsuhito)                                             |
| 1912 d. C.                                                    | Taishō                                                        | 大正                                                          | Taishō (Yoshihito)                                            |
| 1926 d. C.                                                    | Shōwa                                                         | 昭和                                                          | Shōwa (Hirohito)                                              |
| 1989 d. C.                                                    | Heisei                                                        | 平成                                                          | Akihito                                                       |
| 2019 d. C.                                                    | Reiwa                                                         | 令和                                                          | Naruhito                                                      |

### Corea
El uso de nombres de eras estuvo muy extendido en los distintos estados históricos que ocupaban la península coreana. En Corea se utilizaron eras desde 391 hasta 1274 y desde 1894 hasta 1910. Durante los últimos años de la dinastía Joseon, los años también se numeraban a partir de la fundación de esa dinastía en 1392. Desde 1952 hasta 1961, los años se numeraron en Dangi en Corea del Sur, contando desde la legendaria fundación de Gojoseon en 2333 a. C.
Durante la dinastía Joseon, Corea utilizó nombres de la era china (yeonho) como muestra de su respeto y lealtad a las dinastías Ming y Qing de China. Incluso después de que la dinastía Ming fuera reemplazada por la Qing, los coreanos siguieron utilizando los nombres de la era Ming, usando el nombre de la era del último emperador Ming, el emperador Chongzhen, tras su muerte en 1644, y continuaron haciéndolo durante casi 200 años. Sin embargo, esto se hizo sobre todo en privado, debido a la presión ejercida por el gobierno Qing.
La tradición de los nombres de la era coreana pervive en el calendario Juche norcoreano, en el que el año Juche 1 es 1912, año del nacimiento de Kim Il-sung.

### Vietnam
El uso de nombres de eras en la historia vietnamita comenzó a mediados del siglo VI d. C., cuando las dinastías vietnamitas independientes empezaron a proclamar sus propios nombres de eras. Los títulos se adoptaron en el Vietnam histórico con el fin de identificar y numerar los años. Así continuó hasta 1945, cuando finalizó el reinado de la dinastía Nguyễn.

## Indosfera

### India

#### Odisha
El sistema del año Anka (Odia: ଅଙ୍କ Aṅka) es un sistema único de año de reinado instituido por los reyes Gangas Orientales para fechar sus reinados. Presenta una serie de características que marcan el año de reinado de forma diferente a la duración real del año transcurrido durante el reinado. El sistema aún pervive hoy en día y se utiliza en los panjis de Odia para marcar el año de reinado titular del Rey de Puri, Gajapati Maharaja Dibyasingha Deba del Estado Puri, cuyo título lleva el legado de los monarcas gobernantes históricos de Odisha. También se conoce como el estilo de datación de Odisha.
Características:
- El sistema Anka siempre comienza en el año nuevo fiscal Odia llamado Sunia que cae en el día 12 de la quincena brillante del mes Bhadra (agosto-septiembre) conocido como Bhādra Sukḷa Dwādasi. Si el rey accede al trono unos días antes de esta fecha, entonces el primer año de su reinado sólo duraría unos días.
- Las monedas se acuñaban en la fecha del nuevo año y, por tanto, las primeras monedas recibían el año Anka 2, no se utilizaba el número 1.
- Todos los años que terminaban en 6 se omitían. Al año Anka 5 le seguía el año Anka 7, al año Anka 15 le seguía el año Anka 17 y así sucesivamente.
- También se han omitido todos los años que terminan en 0, excepto el año Anka 10.

Por lo tanto, no existen años Anka para 1, 6, 16, 20, 26, 30, 36, 40, 46, 50, 56 y así sucesivamente.
| Cronología del año de reinado actual y del año anka (hasta el año de reinado 30) | Cronología del año de reinado actual y del año anka (hasta el año de reinado 30) | Cronología del año de reinado actual y del año anka (hasta el año de reinado 30) | Cronología del año de reinado actual y del año anka (hasta el año de reinado 30) | Cronología del año de reinado actual y del año anka (hasta el año de reinado 30) | Cronología del año de reinado actual y del año anka (hasta el año de reinado 30) | Cronología del año de reinado actual y del año anka (hasta el año de reinado 30) | Cronología del año de reinado actual y del año anka (hasta el año de reinado 30) | Cronología del año de reinado actual y del año anka (hasta el año de reinado 30) | Cronología del año de reinado actual y del año anka (hasta el año de reinado 30) | Cronología del año de reinado actual y del año anka (hasta el año de reinado 30) | Cronología del año de reinado actual y del año anka (hasta el año de reinado 30) | Cronología del año de reinado actual y del año anka (hasta el año de reinado 30) | Cronología del año de reinado actual y del año anka (hasta el año de reinado 30) | Cronología del año de reinado actual y del año anka (hasta el año de reinado 30) | Cronología del año de reinado actual y del año anka (hasta el año de reinado 30) | Cronología del año de reinado actual y del año anka (hasta el año de reinado 30) | Cronología del año de reinado actual y del año anka (hasta el año de reinado 30) | Cronología del año de reinado actual y del año anka (hasta el año de reinado 30) | Cronología del año de reinado actual y del año anka (hasta el año de reinado 30) | Cronología del año de reinado actual y del año anka (hasta el año de reinado 30) | Cronología del año de reinado actual y del año anka (hasta el año de reinado 30) | Cronología del año de reinado actual y del año anka (hasta el año de reinado 30) | Cronología del año de reinado actual y del año anka (hasta el año de reinado 30) | Cronología del año de reinado actual y del año anka (hasta el año de reinado 30) | Cronología del año de reinado actual y del año anka (hasta el año de reinado 30) | Cronología del año de reinado actual y del año anka (hasta el año de reinado 30) | Cronología del año de reinado actual y del año anka (hasta el año de reinado 30) | Cronología del año de reinado actual y del año anka (hasta el año de reinado 30) | Cronología del año de reinado actual y del año anka (hasta el año de reinado 30) | Cronología del año de reinado actual y del año anka (hasta el año de reinado 30) |
| -------------------------------------------------------------------------------- | -------------------------------------------------------------------------------- | -------------------------------------------------------------------------------- | -------------------------------------------------------------------------------- | -------------------------------------------------------------------------------- | -------------------------------------------------------------------------------- | -------------------------------------------------------------------------------- | -------------------------------------------------------------------------------- | -------------------------------------------------------------------------------- | -------------------------------------------------------------------------------- | -------------------------------------------------------------------------------- | -------------------------------------------------------------------------------- | -------------------------------------------------------------------------------- | -------------------------------------------------------------------------------- | -------------------------------------------------------------------------------- | -------------------------------------------------------------------------------- | -------------------------------------------------------------------------------- | -------------------------------------------------------------------------------- | -------------------------------------------------------------------------------- | -------------------------------------------------------------------------------- | -------------------------------------------------------------------------------- | -------------------------------------------------------------------------------- | -------------------------------------------------------------------------------- | -------------------------------------------------------------------------------- | -------------------------------------------------------------------------------- | -------------------------------------------------------------------------------- | -------------------------------------------------------------------------------- | -------------------------------------------------------------------------------- | -------------------------------------------------------------------------------- | -------------------------------------------------------------------------------- | -------------------------------------------------------------------------------- |
| Año de reinado                                                                   | 1                                                                                | 2                                                                                | 3                                                                                | 4                                                                                | 5                                                                                | 6                                                                                | 7                                                                                | 8                                                                                | 9                                                                                | 10                                                                               | 11                                                                               | 12                                                                               | 13                                                                               | 14                                                                               | 15                                                                               | 16                                                                               | 17                                                                               | 18                                                                               | 19                                                                               | 20                                                                               | 21                                                                               | 22                                                                               | 23                                                                               | 24                                                                               | 25                                                                               | 26                                                                               | 27                                                                               | 28                                                                               | 29                                                                               | 30                                                                               |
| Año Anka                                                                         | 2                                                                                | 3                                                                                | 4                                                                                | 5                                                                                | 7                                                                                | 8                                                                                | 9                                                                                | 10                                                                               | 11                                                                               | 12                                                                               | 13                                                                               | 14                                                                               | 15                                                                               | 17                                                                               | 18                                                                               | 19                                                                               | 21                                                                               | 22                                                                               | 23                                                                               | 24                                                                               | 25                                                                               | 27                                                                               | 28                                                                               | 29                                                                               | 31                                                                               | 32                                                                               | 33                                                                               | 34                                                                               | 35                                                                               | 37                                                                               |

| Año de reinado y Anka de Gajapati, rey de Puri (reinado titular desde el 7 de julio de 1970) | Año de reinado y Anka de Gajapati, rey de Puri (reinado titular desde el 7 de julio de 1970) | Año de reinado y Anka de Gajapati, rey de Puri (reinado titular desde el 7 de julio de 1970) | Año de reinado y Anka de Gajapati, rey de Puri (reinado titular desde el 7 de julio de 1970) |
| Año gregoriano                                                                               | Año de reinado                                                                               | Año odia                                                                                     | Año anka                                                                                     |
| -------------------------------------------------------------------------------------------- | -------------------------------------------------------------------------------------------- | -------------------------------------------------------------------------------------------- | -------------------------------------------------------------------------------------------- |
| 2022 d. C.                                                                                   | 52                                                                                           | ୧୪୩୦ ଉତ୍କଳାବ୍ଦ 1430 Utkaḷābda                                                                   | ୬୫ ଅଙ୍କ 65 Aṅka                                                                               |

## Reinos de la Mancomunidad
Los años de reinado siguen utilizándose de forma limitada en algunos Reinos de la Mancomunidad. Las convenciones actuales para los años de reinado en los Reinos de la Mancomunidad tienen su origen en el Reino de Inglaterra, que utilizaba los años de reinado para fechar sus documentos públicos. El inicio de una nueva era de reinado en el sistema inglés de datación de reinado comenzaba originalmente en la fecha de la coronación del monarca. Sin embargo, el sistema se modificó en 1307 para comenzar en la fecha de sucesión al trono del monarca, a partir de la ascensión de Eduardo II.
Los años de reinado utilizados en todos los Reinos de la Mancomunidad son idénticos entre sí, ya que comparten la misma línea de sucesión. El actual monarca, Carlos III, se convirtió en soberano el 8 de septiembre de 2022, tras la muerte de su madre Isabel II. Por lo tanto, el 8 de septiembre de 2022 se considera el comienzo del primer año de reinado de Carlos III; siendo el último día de cada año de reinado el 7 de septiembre.
| Calendario gregoriano                                  | Año de reinado |
| ------------------------------------------------------ | -------------- |
| Del 6 de febrero de 2022 al 8 de septiembre de 2022    | 71 Isabel II   |
| Del 8 de septiembre de 2022 al 7 de septiembre de 2023 | 1 Carlos III   |
| Del 8 de septiembre de 2023 al 7 de septiembre de 2024 | 2 Carlos III   |

### Canadá
El sistema de datación regia se utiliza en el sistema de numeración de todas las leyes del Parlamento de Canadá. Todas las leyes reciben un número de capítulo individual, asignado por su orden numérico de cuando recibieron el consentimiento real, junto con el año de reinado y el nombre del monarca reinante de Canadá. El uso de años de reinado en citas legales es aceptable en las prácticas legales canadienses, aunque el uso del calendario gregoriano es más común.
El año de reinado se utilizó en todos los volúmenes de las sesiones legislativas de la Asamblea Legislativa de Ontario, hasta que fue sustituido por el año natural en 1949. Sin embargo, el año de reinado sigue utilizándose en las portadas de los volúmenes de sesiones legislativas.

### Reino Unido
El uso de años de reinado en el Reino Unido tiene su origen en Inglaterra, país del Reino Unido. El sistema de años de reinado se utilizó para fechar los documentos de las sesiones parlamentarias hasta 1963, año en que comenzó a fechar sus documentos utilizando el calendario gregoriano. El cambio al calendario gregoriano se legisló en virtud de la Ley de Numeración y Citación de Leyes del Parlamento de 1962.

## Prácticas similares

### República de China
El calendario utiliza 1912, el año de la creación de la República de China, como primer año. Aunque el sistema no es un nombre de era ni un año de reinado, el calendario de la República de China tiene sus raíces en el sistema histórico chino de nombres de era. El calendario de la República de China se utilizó oficialmente en China continental hasta 1949, y la República de China sigue utilizándolo oficialmente en Taiwán en la actualidad.

### Estados Unidos
Aunque no es estrictamente un año de reinado, el tiempo en los Estados Unidos de América puede derivarse de la Declaración de Independencia (4 de julio de 1776). Por ejemplo, la Constitución de EE. UU. está fechada como firmada en "el Año de Nuestro Señor mil setecientos ochenta y siete y de la Independencia de los Estados Unidos de América el Duodécimo", y las proclamaciones presidenciales a menudo terminan "EN FE DE LO CUAL, suscribo la presente este día (ordinal) de (mes), en el año de Nuestro Señor (año), y de la Independencia de los Estados Unidos de América el (año)". 2024 es el año 249 de la Independencia de los Estados Unidos de América a partir del 4 de julio de ese año. El tiempo también se cuenta a veces en términos (y sesiones, si es necesario) del Congreso; por ejemplo, el Proyecto de Ley 2 de la Cámara de Representantes del 112º Congreso lleva la fecha "112º CONGRESO, 1ª Sesión".